# Riwal Securitas Cycling Team/Saison 2020
Dieser Artikel listet Siege und Fahrer des Radsportteams Riwal Securitas Cycling Team in der Saison 2020 auf.

## Siege
UCI ProSeries
| Datum         | Rennen                       | Fahrer       |
| ------------- | ---------------------------- | ------------ |
| 19. September | 5. Etappe Tour de Luxembourg | Andreas Kron |

Nationale Meisterschaften
| Datum      | Rennen                                    | Sieger        |
| ---------- | ----------------------------------------- | ------------- |
| 4. Oktober | Schwedische Meisterschaft – Straßenrennen | Kim Magnusson |

## Mannschaft
| Teamkader 2020                        | Teamkader 2020     | Teamkader 2020         | Teamkader 2020                   |
| Name                                  | Geburtsdatum       | Land                   | Vorheriges Team                  |
| ------------------------------------- | ------------------ | ---------------------- | -------------------------------- |
| Kristian Aasvold                      | 30. Mai 1995       | Norwegen               | Team Coop (2019)                 |
| Martijn Budding                       | 31. August 1995    | Niederlande            | BEAT Cycling Club (2019)         |
| Arvid de Kleijn                       | 21. März 1994      | Niederlande            | Metec-TKH-Mantel (2019)          |
| Sondre Holst Enger                    | 17. Dezember 1993  | Norwegen               | Israel Cycling Academy (2019)    |
| Lucas Eriksson                        | 10. April 1996     | Schweden               | Motala AIF CK (2018)             |
| Piotr Havik                           | 7. Juli 1994       | Niederlande            | BEAT Cycling Club (2019)         |
| August Jensen                         | 29. August 1991    | Norwegen               | Israel Cycling Academy (2019)    |
| Tobias Kongstad                       | 14. September 1996 | Dänemark               | Amager Cykle Ring (2015)         |
| Andreas Kron                          | 1. Juni 1998       | Dänemark               | Team Pythonpro.com (2016)        |
| Christoffer Lisson                    | 28. November 1995  | Dänemark               | BHS-Almeborg Bornholm (2019)     |
| Sindre Lunke                          | 17. April 1993     | Norwegen               | Fortuneo-Samsic (2018)           |
| Kim Magnusson                         | 31. August 1992    | Schweden               | EF Education First-Drapac (2018) |
| Rasmus Christian Quaade               | 7. Januar 1990     | Dänemark               | BHS-Almeborg Bornholm (2018)     |
| Elmar Reinders                        | 14. März 1992      | Niederlande            | Roompot-Charles (2019)           |
| Jesper Schultz                        | 27. Februar 1996   | Dänemark               | Waoo (2019)                      |
| James Shaw                            | 13. Juni 1996      | Vereinigtes Königreich | SwiftCarbon Pro Cycling (2019)   |
| Nick van der Lijke                    | 23. September 1991 | Niederlande            | Roompot-Charles (2019)           |
| Torkil Veyhe                          | 9. Januar 1990     | Färöer                 | Waoo (2018)                      |
| Emil Vinjebo                          | 24. März 1994      | Dänemark               | ColoQuick (2018)                 |
| Rasmus Bøgh Wallin (1. Jan.–10. Aug.) | 2. Januar 1996     | Dänemark               | ColoQuick (2018)                 |
|                                       |                    |                        |                                  |
| Quelle: ProCyclingStats               |                    |                        |                                  |